# Pavel Gajdoš
Pavel Gajdoš (* 1. Oktober 1936 in Welykyj Beresnyj; † 6. Dezember 2022 in Prag) war ein tschechoslowakischer Turner.

## Karriere
Pavel Gajdoš gewann bei den Weltmeisterschaften 1958 in Moskau und 1962 in Prag jeweils die Bronzemedaille mit der tschechoslowakischen Mannschaft. Darüber hinaus nahm er an den Olympischen Sommerspielen 1960 in Rom und 1964 in Tokio teil. In Rom verpasste er im Mannschaftsmehrkampf mit dem tschechoslowakischen Team als Vierter knapp eine Medaille. 
Nach seiner Karriere wurde er Trainer des TJ Dukla Praha und trainierte auch die Nationalmannschaft. Mit der Verlegung des Turn-Stützpunktes von Prag nach Banská Bystrica blieb er in Prag und war fortan in der Verwaltung des Spitzensports der tschechoslowakischen Armee tätig. 1993 ging er im Rang eines Oberst in den Ruhestand.